# 栃倉酒造
栃倉酒造（とちくらしゅぞう、英文名称:Tochikura Sake Brewery Co.,LTD.）は、新潟県長岡市大積に本社を置く、創業1904年（明治37年）の酒蔵である。銘柄「米百俵」は長岡の先人の遺訓を偲んで命名。2009年に杜氏「郷六郎次」が新潟県卓越技能者「にいがたの名工」に選ばれた。

## 銘柄
- 米百俵「純米大吟醸」
- 米百俵「大吟醸」
- 米百俵「純米吟醸」
- 米百俵「吟の夢」
- 米百俵「純米酒」
- 米百俵「本醸造」
- 米百俵「伝統の酒」
- 米百俵「梅酒」

## 役員
- 代表取締役社長、栃倉恒哲
- 取締役、栃倉恒敬